# Sinogastromyzon nantaiensis
Sinogastromyzon nantaiensis es una especie de peces de la familia Balitoridae en el orden de los Cypriniformes.

## Morfología
• Los machos pueden llegar alcanzar los 4,5 cm de longitud total.

## Distribución geográfica
Se encuentra al sur de Taiwán.

## Hábitat
Es un pez de agua dulce.